# Droga bez powrotu
Droga bez powrotu (ang. Wrong Turn) – amerykański film fabularny (horror) z 2003 roku, wyreżyserowany przez Roba Schmidta, za scenariusz odpowiadał Alan B. McElroy. Jest to pierwsza część serii Wrong Turn.

## Opis fabuły
Film opowiada o mężczyźnie imieniem Chris, który wyrusza górską drogą na rozmowę w sprawie pracy, jednak na trasie napotyka przeszkodę w postaci korka na jezdni. Postanawia go ominąć jadąc zapomnianą leśną drogą, na której przez nieuwagę wjeżdża we wcześniej rozbite auto. Razem z piątką młodych ludzi, napotkanych podczas wypadku, postanawiają szukać pomocy.
Na miejscu pozostaje dwójka – młodzi kochankowie Francine i Evan, natomiast czwórka wyrusza w głąb lasu. Para zostaje wkrótce zamordowana, tymczasem Chris i jego współtowarzysze, Carly, Scott i Jessie, odnajdują dom, który wygląda na opuszczony, jednak po dokładniejszym spenetrowaniu znajdują w nim szczątki ludzkie. Sytuacja pogarsza się, kiedy do domu powracają właściciele – są nimi górscy mutanci. Rozpoczyna się walka o życie. Podczas udanej próby kradzieży samochodu mutantów, Scott ginie, przebity strzałą z łuku. Chris, Jessie i przybita faktem odejścia swojego narzeczonego Carly, błąkając się po odludnych lasach, natrafiają na leśną wieżę, z której nadają komunikat o potrzebnym natychmiastowym ratunku. Carly zostaje zabita uderzeniem siekiery podczas konfrontacji z przeciwnikami.
Następnego dnia Jessie i Chris napotykają na swojej drodze miejscowego stróża prawa, jednak ten zostaje zamordowany, a Jessie porwana i wywieziona do chaty mutantów. Chris zjawia się w niej, by uratować dziewczynę, i po walce z mutantami, wysadza ich chatę wraz z nimi.
W ostatniej scenie widz dowiaduje się, że nie wszyscy z leśnych mutantów zostali unicestwieni – jeden z nich uchodzi z życiem z wybuchu chaty i napada na stróża prawa. Wątek mutantów kontynuowany jest w powstałym w roku 2007 sequelu.

## Obsada
| Aktor              | Rola                         |
| ------------------ | ---------------------------- |
| Desmond Harrington | Chris Flynn                  |
| Jeremy Sisto       | Scott                        |
| Eliza Dushku       | Jessie                       |
| Emmanuelle Chriqui | Carly                        |
| Lindy Booth        | Francine                     |
| Kevin Zegers       | Evan                         |
| Julian Richings    | Trójpalczasty (Three Finger) |
| Garry Robbins      | Piłozębny (Saw Tooth)        |
| Ted Clark          | Jednooki (One Eye)           |
| Yvonne Gaudry      | Halley Smith                 |
| Joel Harris        | Richard „Rich” Stoker        |
| David Huband       | Trooper                      |
| Wayne Robson       | starszy mężczyzna            |
| James Downing      | kierowca ciężarówki          |

## Produkcja i wydanie
Zdjęcia kręcono od 6 sierpnia do 11 października 2002 roku w Ontario prowincji Kanady. Ze względu na drastyczność scen, promocja filmu została mocno okrojona. 
Premiera filmu odbyła się  18 maja 2003 roku. Dystrybucją Monolith Films w Polsce premiera odbyła się 23 stycznia 2004 roku.